# Live Kreation
Live Kreation è un album live pubblicato dalla Thrash metal band tedesca Kreator nel 2003.
Include le performance dal vivo registrate durante il World Revolution Tour 2001/2002.
È uscita un'edizione ultralimitata in Digipak con slipcase esterna nera.
E, successivamente, un'altra edizione ultralimitata, sotto forma di Cofanetto, chiamata Live Kreation: Revisioned Glory (con un artwork alternativo) comprendente, oltre ai 2 CD e un poster, anche un DVD con varie tracce dei CD e dei Videoclip.

## Tracce

### Disco 1
1. The Patriarch
2. Violent Revolution
3. Reconquering the Throne
4. Extreme Aggression
5. People of the Lie
6. All of the Same Blood
7. Phobia
8. Pleasure to Kill
9. Renewal
10. Servant in Heaven - King in Hell
11. Black Sunrise
12. Terrible Certainty
13. Riot of Violence

### Disco 2
1. Lost
2. Coma of Souls
3. Second Awakening
4. Terrorzone
5. Betrayer
6. Leave This World Behind
7. Under the Guillotine
8. Awakening the Gods
9. Golden Age
10. Flag of Hate
11. Tormentor

Live Kreation: Revisioned Glory è un DVD pubblicato dalla Thrash metal band tedesca Kreator nel 2003. Include le performance dal vivo registrate durante il World Revolution Tour 2001/2002 e tutti i Videoclip della band.
È uscita un'edizione ultra-limitata in Digipack che comprende, oltre ad un poster, i due CD pubblicati per Live Kreation.

## DVD

### Concert film
Video dal vivo intervallati da riprese effettuate durante il tour - 1:31:37
1. "The Patriarch"
2. "Violent Revolution"
3. "Reconquering the Throne"
4. "Extreme Aggression"
5. "People of the Lie"
6. "Lost"
7. "Coma of Souls"
8. "All of the Same Blood"
9. "Phobia"
10. "Black Sunrise"
11. "Pleasure to Kill"
12. "Renewal"
13. "Servant in Heaven - King in Hell"
14. "Terrible Certainty"
15. "Riot of Violence"
16. "Terrorzone"
17. "Betrayer"
18. "Credits"

È, anche, possibile vedere 'solo' i vari spezzoni oppure 'solo' i video.

#### Backstage
- Violent Revolution Tour 2002 - 16:42

#### Concert
- Live - 1:14:55

### Special Features

#### History & Videoclips
Documentario che include tutti i Videoclip della band - 54:46
1. "Toxic Trace" (Videoclip)
2. "Betrayer" (Videoclip)
3. "People of the Lie" (Videoclip)
4. "Renewal" (Videoclip)
5. "Lost" (Videoclip)
6. "Isolation" (Videoclip)
7. "Leave This World Behind" (Videoclip)
8. "Endorama" (Videoclip)
9. "Chosen Few" (Videoclip)
10. "Violent Revolution" (Videoclip)

È, anche, possibile vedere 'solo' i vari spezzoni oppure 'solo' i video.

#### History
- Documentario - 15:28

#### Videos
- Videoclip - 39:18

#### Making-of Live Kreation
Filmato - 02:22

#### Discography
Interattivo - Permette di sfogliare l'intera discografia della band.

#### Bonus videos (Live at With Full Force festival 2002)
1. "Flag of Hate"
2. "Tormentor"

## Formazione
- Mille Petrozza - chitarra, voce
- Sami Yli-Sirniö - chitarra
- Christian "Speesy" Giesler - basso
- Jürgen "Ventor" Reil - batteria